# Новониколаевка (Днепровский район)
Новоникола́евка (укр. Новомиколаївка) — село, Новониколаевский сельский совет, Днепровский район,
Днепропетровская область, Украина.
Код КОАТУУ — 1221486401. Население по переписи 2001 года составляло 1314 человек.
Является административным центром Новониколаевского сельского совета, в который, кроме того, входят сёла Зелёный Гай и Сурско-Клевцево.

## Географическое положение
Село Новониколаевка находится на левом берегу реки Мокрая Сура, выше по течению на расстоянии в 2 км расположено село Зелёный Гай, ниже по течению на расстоянии в 3,5 км расположено село Сурско-Литовское, на противоположном берегу — село Сурско-Клевцево.
Рядом проходят автомобильная дорога Т-0421 и железная дорога, станция Платформа 233 км.

## История
- Основано в 1858 году, названо в честь царя Николая I. Также в 2008 году в этом селе нашли железное копье, датированное приблизительно 500 годом до нашей эры.

## Экономика
- Новониколаевский карьер (производство гранитного щебня). Дата основания — 1947 г. С апреля 2003 года ООО «Объединение Новониколаевский карьер»[2].
- Дробильный завод и АБК.

## Объекты социальной сферы
- Школа.
- Дом культуры.